# Гончаровка (Литинский район)
Гончаровка (укр. Гончарівка) — село на Украине, находится в Литинском районе Винницкой области.
Код КОАТУУ — 0522480402. Население по переписи 2001 года составляет 173 человека. Почтовый индекс — 22350. Телефонный код — 4347.
Занимает площадь 0,083 км².

## Адрес местного совета
22350, Винницкая область, Литинский р-н, с. Багриновцы, ул. Ленина, 60